# Fontaine-Lavaganne
Fontaine-Lavaganne é uma comuna francesa na região administrativa de Altos da França, no departamento de Oise. Estende-se por uma área de 6,76 km². Em 2010 a comuna tinha 516 habitantes (densidade: 76,3 hab./km²).